# 沙曼卡市镇
沙曼卡市镇（俄语：Шаманское муниципальное образование）是俄罗斯联邦伊尔库茨克州谢列霍夫区所属的一个市镇。其下辖有个居民点，行政中心为沙曼卡。据2016年统计，该市镇的人口为1694人。